# 2023년 프라하 총기 난사 사건
2023년 프라하 총기 난사 사건(2023 Prague shooting)은 2023년 12월 21일 체코 프라하 카렐 대학교 철학부에서 발생한 총기 난사 사건이다. 이 사건으로 14명이 사망하고 25명이 부상을 입었다.
대학에서 난사 사건이 발생하기 전, 가해자의 아버지는 호스토운에 있는 그의 집에서 사망한 채 발견되었다.
경찰이 도착해 총격 사건 현장 주변의 넓은 지역을 폐쇄했다. 24세 대학원생인 가해자는 경찰과 교전한 뒤 총으로 스스로 목숨을 끊었다.